# Cumella garrityi
Cumella garrityi är en kräftdjursart som beskrevs av Mihai Bacescu och Zarui Muradian 1977. Cumella garrityi ingår i släktet Cumella och familjen Nannastacidae. Inga underarter finns listade i Catalogue of Life.